# Терусіма-Мару
Терусіма-Мару (Terusima Maru) — судно, яке під час Другої світової війни взяло участь у операціях японських збройних сил у архіпелазі Бісмарка та на Маршаллових островах.
Судно спорудили як Терушіма-Мару в 1937 році на верфі Harima Shipbuilding and Engineering в Айой для компанії Iino Kisen. За пару років його назву уточнили до Терусіма-Мару (Terusima Maru).
У 1941-му судно реквізували для потреб Імперського флоту Японії та переобладнали в канонерський човен. 
Відомо, що 29 грудня 1942 – 17 січня 1943-го Терусіма-Мару у складі конвою здійснив перехід Йокосуки через Сайпан (Маріанські острови) до Кавієнгу на острові Нова Ірландія (друга за значенням японська база у архіпелазі Бісмарка після Рабаулу).
18 травня 1943-го Терусіма-Мару перебував на Маршаллових островах за півсотні кілометрів на захід від атолу Малоелап. Тут його перестрів американський підводний човен USS Pollack, який дав залп із трьох торпед та до початку контратаки ескорту спостерігав влучання двох. Пошкоджене Терусіма-Мару змогло дійти де Малоелапу, де сіло на грунт.
Наразі рештки судна знаходяться в районі з глибиною 12 метрів, при цьому з води виглядає його мачта.